# チャールズ・A・ロックウッド
チャールズ・アンドリュース・ロックウッド (Charles Andrews Lockwood, 1890年5月6日 - 1967年6月7日) は、アメリカ合衆国の海軍軍人。最終階級は中将。太平洋艦隊潜水艦部隊司令官。彼の考案した戦術と育てた部隊"サイレントサービス"はアメリカ軍の太平洋の勝利に大いに貢献した。

## 経歴
1890年5月6日ヴァージニア州ミッドランドで生まれる。1912年アメリカ海軍兵学校を卒業。戦艦ミシシッピー、アーカンソーに乗組。1914年9月潜水艦勤務。
1939年6月米艦隊潜水艦部隊参謀長に着任。巡洋艦リッチモンド（CL-9）に座乗した。1941年2月ロンドンの海軍駐在武官として派遣される。1941年12月太平洋戦争開戦。1942年5月少将に昇進。南西太平洋における潜水艦部隊の司令官として西オーストラリアに着任した。また7月まで西オーストラリア州に本拠を置く連合海軍部隊の司令官を兼任。ロックウッドは1942年6月20日から一カ月マーク14型魚雷の改良のための実戦用魚雷を用いた実験を行い上層部にデータを送った。ワシントンD.C.に乗り込んだりマーク14型魚雷の支援者であるラルフ・ワード・クリスティ提督と争うこともあった。この魚雷は「命中しても爆発しない」「目標の遥か手前で爆発する」「航走が不安定である」ため、潜水艦隊は1942年から1943年の前半まで戦果をあげられず悩まされ、ついには潜水艦艦長二名が艦隊司令部に怒鳴り込む事態にまで発展している。1943年後半に至ってマーク18型魚雷としてようやく改良された。
1943年2月太平洋艦隊潜水艦部隊司令官ロバート・H・イングリッシュ少将がカリフォルニア州の飛行機事故で死亡したため、ロックウッドは後任として太平洋艦隊潜水艦部隊司令官としてハワイに着任する。1943年10月中将に昇進。
ロックウッドの潜水艦部隊「サイレントサービス」はアメリカの勝利に大いに貢献した。ガトー級、バラオ級、テンチ級などの新型潜水艦と新人士官、新兵の導入を監督し、S級のような旧型の潜水艦は第一線から引退させ、練習艦またはスクラップとして処分するためアメリカ本土に送り返した。また太平洋艦隊の潜水艦基地も移動させ、サイパン、グアム、アドミラルティ諸島、スービック湾、フィリピンへと潜水艦・潜水母艦の基地を展開した。これによってアメリカの潜水艦は哨戒に際して長期間の航海を強いられることがなくなり、日本の補給線への攻撃を強化することができた。ガトー級潜水艦ワフー艦長を技術畑出身のケネディ少佐から潜水艦乗りとして信望を集めていたダドリー・W・モートン中佐に交代させるなど従来の意識の低いアメリカ潜水艦艦長、乗員を若く闘争心のある艦長、乗員に入れかえた。乗員の待遇改善も進め、任務から帰還した潜水艦乗りたちに充実した休暇を提供するためロイヤル・ハワイアンを開放し、航海中の食事も生野菜やアイスクリームを提供した。アイスクリーム製造機が故障した潜水艦は出撃を禁じたという話もある。
75隻の潜水艦が太平洋で活動を開始し1944年だけで商船584隻、計2451914トンを撃沈した。以降は撃沈する対象すらなくなった。これは日本の海上護衛は定期的に商船の位置、状況、護衛法などを同じ暗号（マルコード）で知らせるように指導していたため、アメリカは暗号解読に成功してその情報を利用し潜水艦作戦を行ったためである。ロックウッドは「通信情報が潜水艦作戦の成功に極めて重要な役割を果たしたと断言できる」「これらの情報がなければはるかに多数の潜水艦がなければ広大な太平洋をカバーできなかった」「敵の機雷原に関連する 情報が完璧だったため、敵が敷設した防御機雷原は敵よりもむしろわが軍に役立った。日本の艦船は狭い水路を航行せねばならず、発見、撃沈が容易になった。我が方の潜水艦の助かった数と撃沈数から計り知れない価値があった」と語っている。
ロックウッドは太平洋の戦果で海軍殊勲章を三度叙勲し、またレジオン・オブ・メリットも叙勲した。
1947年に退役し、以後は海軍の歴史に関する著書を執筆した。1967年6月7日にカリフォルニア州のロスガトスで死去。墓所はカリフォルニア州サンブルーノのゴールデンゲート国立墓地に彼の妻やチェスター・ニミッツ、レイモンド・スプルーアンス、リッチモンド・K・ターナーらと並んで埋葬されている。
ノックス級フリゲートのロックウッド(FF-1064)は彼の名前にあやかって命名された。

## 著書
- 『Down to the Sea in Subs: My life in the U.S. Navy』
- 『Sink 'Em All: Submarine Warfare In The Pacific』